# Glenea basilana
Glenea basilana är en skalbaggsart som beskrevs av Maurice Pic 1943. Glenea basilana ingår i släktet Glenea och familjen långhorningar.
Artens utbredningsområde är Filippinerna. Inga underarter finns listade i Catalogue of Life.